# Carlos Ernesto Cisneros
Carlos Ernesto Cisneros Barajas (Guadalajara, 30 de agosto de 1993) é um futebolista profissional mexicano que atua como meia, atualmente defende o Chivas Guadalajara.

## Carreira
Carlos Ernesto Cisneros fará parte do elenco da Seleção Mexicana de Futebol nas Olimpíadas de 2016.